# Cicindela
Cicindela es un género de coleópteros adéfagos de la familia Carabidae. 

## Descripción
Son escarabajos de colores brillantes y metálicos, a menudo con algún tipo de patrón de color marfil o con marcas de color crema. Son más abundantes y diversos en hábitats con suelos arenosos (aunque algunos prefieren la arcilla), y muy a menudo cerca del agua, aunque en temporada transitoria, a lo largo de los ríos, del mar y a las orillas de los lagos, en las dunas de arena, cerca de la playa  y en los bancos de arcilla o caminos forestales.

## Taxonomía
El género Cicindela es (en su más amplio sentido), el género más grande de los escarabajos tigre, y se encuentra en todo el mundo. El estado del género está en constante variación, ya que las diversas autoridades en los distintos continentes tienen opiniones muy diferentes acerca del mismo. Las decenas de subgéneros reconocidos tradicionalmente son merecedores de ser reconocidos como géneros independientes. Por otra parte, este es uno de los pocos grupos taxonómicos de insectos en el que el rango de subespecie se ha utilizado tradicionalmente en varias ocasiones, y, en esencia, no hay dos clasificaciones con consenso al tratar los distintos miembros del género en cuanto a si son especies y/o subespecies. Tratado como un solo género, e incluso con una estimación bastante conservadora de la especie, hay más de 850 (o incluso hasta 2300) especies (lo que equivale a ser casi igual a la subtribu Cicindelina W. Horn, 1908), con varios miles de nombres publicados.
El género se divide en los siguientes subgéneros:
- Cicindela (Ancylia)
- Cicindela (Archidela)
- Cicindela (Austrocicindela)
- Cicindela (Brasiella)
- Cicindela (Calochroa)
- Cicindela (Cephalota)
- Cicindela (Chaetodera)
- Cicindela (Cicindela)
- Cicindela (Cicindelidia)
- Cicindela (Cylindera)
- Cicindela (Duponti)
- Cicindela (Euzona)
- Cicindela (Fulgoris)
- Cicindela (Habroscelimorpha)
- Cicindela (Hypaetha)
- Cicindela (Jansonia)
- Cicindela (Lophyridia)
- Cicindela (Macfarlandia)
- Cicindela (Micromentignatha)
- Cicindela (Myriochile)
- Cicindela (Neolaphyra)
- Cicindela (Opilidia)
- Cicindela (Pachydela)
- Cicindela (Pancallia)
- Cicindela (Rivacindela)
- Cicindela (Sophiodela)
- Cicindela (Tribonia)

## Alguna especies
Contiene las siguientes especies:
- Cicindela abdominalis Fabricius, 1801
- Cicindela aberrans Fairmaire, 1871
- Cicindela aeneicollis (Bates, 1881)
- Cicindela africana (Cassola, 1983)
- Cicindela albissima Rumpp, 1962
- Cicindela albosinuata Olsoufieff, 1934
- Cicindela allardi (Cassola, 1983)
- Cicindela alluaudi W. Horn, 1911
- Cicindela altaica Eschscholtz, 1829
- Cicindela amargosae Dahl, 1939
- Cicindela ancocisconensis T.W. Harris, 1852
- Cicindela andrewesi (W. Horn, 1894)
- Cicindela angulicollis W. Horn, 1900
- Cicindela ankarahitrae (Jeannel, 1946)
- Cicindela anometallescens W. Horn, 1893
- Cicindela arenicola Rumpp, 1967
- Cicindela asiatica Audouin & Brulle, 1839
- Cicindela asperula L. Dufour, 1821
- Cicindela assamensis Parry, 1844
- Cicindela aterrima (Klug, 1834)
- Cicindela aurofasciata Dejean, 1831
- Cicindela aurora (Thomson, 1859)
- Cicindela aurulenta Fabricius, 1801
- Cicindela basilewskyana (Cassola, 1982)
- Cicindela batesi Fleutiaux, 1894
- Cicindela bellissima Leng, 1902
- Cicindela beneshi Varas Arangua, 1929
- Cicindela bianconii (Bertoloni, 1858)
- Cicindela bicolor Fabricius, 1781
- Cicindela bramani Dokhtouroff, 1882
- Cicindela brazzai Fleutiaux, 1893
- Cicindela calligramma Schaum, 1861
- Cicindela campestris Linnaeus, 1758
- Cicindela cardini (Leng & Mutchler, 1916)
- Cicindela carissima Fleutiaux, 1919
- Cicindela carlana Gestro, 1893
- Cicindela carolae Gage & McKown, 1991
- Cicindela carthagena (Dejean, 1831)
- Cicindela caternaulti Guerin-Meneville, 1849
- Cicindela cazieri Vogt, 1949
- Cicindela ceylonensis W. Horn, 1892
- Cicindela chinensis DeGeer, 1774
- Cicindela chrysippe (Bates, 1884)
- Cicindela cicindeloides (W. Horn, 1905)
- Cicindela cincta Olivier, 1790
- Cicindela clarina Bates, 1881
- Cicindela clavator (Jeannel, 1946)
- Cicindela clypeata Fischer von Waldheim, 1821
- Cicindela coerulea Pallas, 1773
- Cicindela columbica Hatch, 1938
- Cicindela compressicornis Boheman, 1860
- Cicindela congoensis Fleutiaux, 1893
- Cicindela convexoabrupticollis W. Horn, 1931
- Cicindela coquereli Fairmaire, 1867
- Cicindela corbetti W. Horn, 1899
- Cicindela craveri Thomson, 1856
- Cicindela cristipennis W. Horn, 1905
- Cicindela cubana (Leng & Mutchler, 1916)
- Cicindela cyanea Fabricius, 1787
- Cicindela cyaniventris (Chevrolat, 1834)
- Cicindela decemnotata Say, 1817
- Cicindela denikei Brown, 1934
- Cicindela denverensis Casey, 1897
- Cicindela depressula Casey, 1897
- Cicindela descarpentriesi (Deuve, 1987)
- Cicindela desertorum Dejean, 1825
- Cicindela desgodinsii Fairmaire, 1887
- Cicindela deyrollei Guerin-Meneville, 1849
- Cicindela didyma Dejean, 1825
- Cicindela diehli (Wiesner, 1997)
- Cicindela discrepans Walker, 1858
- Cicindela dispersesignata W. Horn, 1913
- Cicindela divergentemaculata W. Horn, 1913
- Cicindela diversa W. Horn, 1904
- Cicindela diversilabris (Cassola, 1996)
- Cicindela dives Gory, 1833
- Cicindela duodecimguttata Dejean, 1825
- Cicindela duplosetosa W. Horn, 1929
- Cicindela duponti Dejean, 1826
- Cicindela dysenterica (Bates, 1881)
- Cicindela elegantula Dokhtouroff, 1882
- Cicindela equestris Dejean, 1826
- Cicindela euthales Bates, 1882
- Cicindela fabriciana W. Horn, 1915
- Cicindela fatidica Guerin-Meneville, 1847
- Cicindela favergeri (Audouin & Brulle, 1839)
- Cicindela feisthamelii Guerin-Meneville, 1849
- Cicindela fera (Chevrolat, 1834)
- Cicindela ferriei Fleutiaux, 1895
- Cicindela fimbriata Dejean, 1831
- Cicindela flavomaculata Hope, 1831
- Cicindela flavosignata Laporte de Castelnau, 1835
- Cicindela flavovestita (Fairmaire, 1884)
- Cicindela fleutiauxi W. Horn, 1915
- Cicindela flohri (Bates, 1878)
- Cicindela foliicornis W. Horn, 1896
- Cicindela fontanea Werner, 2007
- Cicindela formosa Say, 1817
- Cicindela fulgida Say, 1823
- Cicindela gabonica Bates, 1878
- Cicindela galapagoensis (W. Horn, 1920)
- Cicindela gallica Brulle, 1834
- Cicindela gemmata Faldermann, 1835
- Cicindela gemmifera W. Horn, 1893
- Cicindela gigantula Schilder, 1953
- Cicindela goryi Chaudoir, 1852
- Cicindela gracileguttata (Mandl, 1966)
- Cicindela grandidieri Kunckel d’Herculais, 1887
- Cicindela grandis W. Horn, 1897
- Cicindela granulata Gebler, 1843
- Cicindela guerrerensis (Bates, 1890)
- Cicindela guttata Wiedemann, 1823
- Cicindela haefligeri W. Horn, 1905
- Cicindela hamiltoniana J. Thomson, 1857
- Cicindela harmandi Fleutiaux, 1893
- Cicindela herbacea Klug, 1832
- Cicindela heros Fabricius, 1801
- Cicindela hiekei (Cassola, 1982)
- Cicindela hirticollis Say, 1817
- Cicindela hybrida Linnaeus, 1758
- Cicindela hydrophoba (Chevrolat, 1835)
- Cicindela iberica Mandl, 1935
- Cicindela intermedia Chaudoir, 1852
- Cicindela interrupta Fabricius, 1775
- Cicindela interruptoabbreviata W. Horn, 1921
- Cicindela interruptofasciata Schmidt-Goebel, 1846
- Cicindela isaloensis (J. Moravec, 2000)
- Cicindela ismenia Gory, 1833
- Cicindela japana Motschulsky, 1858
- Cicindela javetii Chaudoir, 1861
- Cicindela junkeri H.Kolbe, 1892
- Cicindela juno W. Horn, 1901
- Cicindela kachowskyi W. Horn, 1903
- Cicindela karlwerneri (J. Moravec, 1999)
- Cicindela kassaica (Rivalier, 1948)
- Cicindela kenyana (Cassola, 1995)
- Cicindela kerandeli Maindron, 1909
- Cicindela kikondjae (Cassola, 1982)
- Cicindela kolbeana W. Horn, 1915
- Cicindela lacrymans Schaum, 1863
- Cicindela lacteola Pallas, 1776
- Cicindela lagunensis Gautier des Cottes, 1872
- Cicindela lamburni (J. Moravec, 1999)
- Cicindela latesignata LeConte, 1851
- Cicindela laticornis W. Horn, 1900
- Cicindela laurae Gestro, 1893
- Cicindela lengi W. Horn, 1908
- Cicindela leptographa (Rivalier, 1965)

Véase también
Lista de especies